# Benito Soliven
Benito Soliven è una municipalità di quarta classe delle Filippine, situata nella Provincia di Isabela, nella Regione della Valle di Cagayan.
Benito Soliven è formata da 29 baranggay:
- Andabuen
- Ara
- Balliao
- Binogtungan
- Capuseran (Capurocan)
- Dagupan
- Danipa
- District I (Pob.)
- District II (Pob.)
- Gomez
- Guilingan
- La Salette
- Lucban
- Makindol
- Maluno Norte

- Maluno Sur
- Nacalma
- New Magsaysay
- Placer
- Punit
- San Carlos
- San Francisco
- Santa Cruz
- Santiago
- Sevillana
- Sinipit
- Villaluz
- Yeban Norte
- Yeban Sur